# The Loner
The Loner ist ein Lied von Neil Young und seine erste Solo-Single. Es erschien im November 1968 auf seinem Debütalbum Neil Young und drei Monate später als Single. Es verfehlte die Charts, wurde aber zum festen Bestandteil seiner Konzerte.
Der Song erschien auch (wie die B-Seite Sugar Mountain) auf der Kompilation Decade (1977) und auf Live Rust (1979).

## Geschichte
The Loner wurde in der Endphase der Band Buffalo Springfield geschrieben. Es wurde oft angenommen, das Lied handele von Stephen Stills, es ist aber wahrscheinlich autobiografisch.
Es wurde mit dem ehemaligen Springfield-Mitgliedern Jim Messina (Bass) und George Grantham (Schlagzeug) aufgenommen, die nicht auf dem Albumcover erwähnt wurden. Es war der erste Young-Track, der von David Briggs (1944–1995) produziert wurde, mit dem Young bis zu Briggs Tod zusammenarbeitete. Die Streicher wurden von David Blumberg  arrangiert, den Young über Briggs kennenlernte.
Youngs Gitarre ist in Dropped-D-Stimmung.
Das Lied wurde im Soundtrack des Films Blutige Erdbeeren verwendet und ist im Soundtrack-Album des Films enthalten.

## Rezeption
Der Rolling Stone lobte den Song: „The Loner ist eine zeitgenössische Klage, die eine schöne Mischung von Neils Gitarre mit unaufdringlichen Streichern zeigt, und die Young’s ausgewogene Eispickel-Stimme ermöglicht, effektiv für den Zuhörer zu spielen.“
Das Lied wird immer noch live gespielt. Stephen Stills spielte den Song live mit und ohne Young.

## Coverversionen
- 1968: Three Dog Night auf ihrem Debütalbum Three Dog Night[5]
- 1974: Richie Havens auf Mixed Bag II[6]
- 1976: Stephen Stills auf Illegal Stills[7]
- 1979: Boxer auf ihrem Album Bloodletting[8]
- 1990: Henry Kaiser auf Heart's Desire[9]
- 2008: Nils Lofgren auf seinem Tributalbum The Loner - Nils Sings Neil[10]
- 2018: Ty Segall auf seinem Coveralbum Fudge Sandwich[11]